# Perry County (Indiana)
Perry County is een county in de Amerikaanse staat Indiana.
De county heeft een landoppervlakte van 988 km² en telt 18.899 inwoners (volkstelling 2000). De hoofdplaats is Tell City.